# Fietsroutenetwerk D-net Duitsland

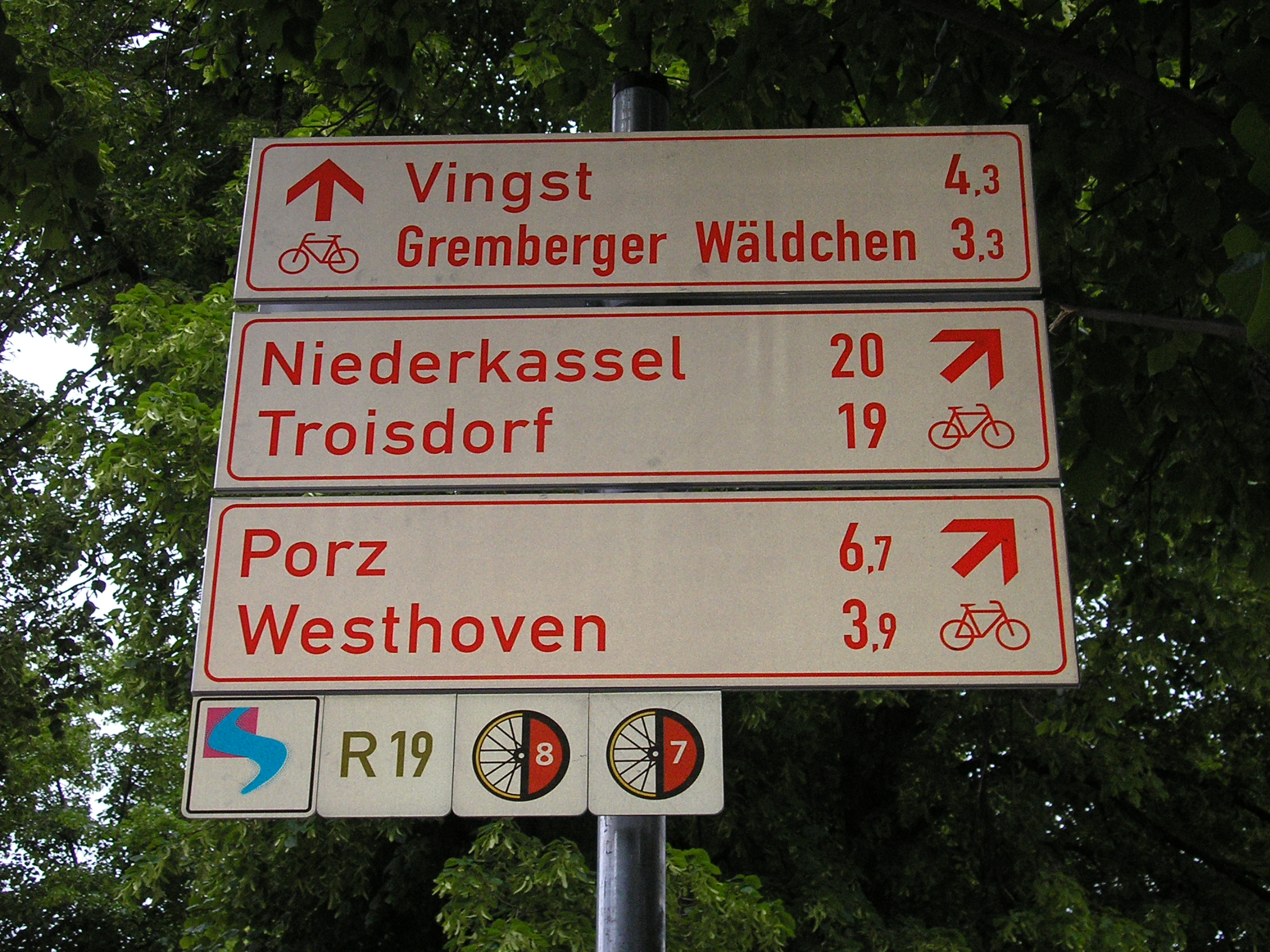

Sinds 2001 wordt er in Duitsland gewerkt aan een fietsnetwerk, onder de naam D-Netz Radfernwegen. Het ADFC speelt hierin een grote rol. Het idee is en was om de deelstaten te verbinden en zo het toerisme te versterken. De D-routes verbinden bestaande langeafstandsfietsroutes aan elkaar en vormen zo een landelijk netwerk. De komst van de Europese fietsroutes, de EuroVelo-routes, gaf een extra impuls aan dit idee.
Het D-Netz is onderverdeeld in 12 landelijke fietsroutes met de aanduiding D en dan het nummer en de naam. Deze routes doorkruisen het hele land. Alle fietsroutes zijn bewegwijzerd in twee richtingen.

## Landelijke fietsroutes
De landelijke fietsroutes doorkruisen het land en zijn genummerd. In totaal zijn er twaalf landelijke routes, te weten:
- D1 - Noordzeeroute (Duits: Nordseeküsten-Radweg) tussen Emden en Husum
- D2 - Oostzeeroute (Duits: Ostseeküsten-Radweg) tussen Flensburg en Ahlbeck
- D3 - Europafietsroute R1 (Duits: Europaradweg R1) tussen Vreden en Buckow (Märkische Schweiz)
- D4 - Middenlandroute (Duits: Mittelland-Route) tussen Aachen en Zittau
- D5 - Saar-Moezel-Main (Duits: Saar-Mosel-Main) tussen Saarbrücken en Hohenberg an der Eger.
- D6 - Donaufietsroute (Duits: Donauradweg) tussen Weil am Rhein en Passau.
- D7 - Pelgrimsroute (Duits: Pilgerroute) tussen Flensburg en Aachen
- D8 - Rijnfietsroute (Duits: Rheinradweg) tussen Bregenz en Emmerich
- D9 - Wezer-Romantische Straat (Duits: Weser-Romantische Straße) tussen Cuxhaven en Füssen
- D10 - Elbefietsroute (Duits: Elberadweg) tussen Bad Schandau en Cuxhaven
- D11 - Oostzee-Oberbayern (Duits: Ostsee-Oberbayern) tussen Rostock en Freilassing
- D12 - Oder-Neisse-fietsroute (Duits: Oder-Neiße-Radweg) tussen Zittau en Ahlbeck

### D1 - Noordzeeroute
De D1 - Noordzeeroute (Duits: Nordseeküsten-Radweg) is het Duitse gedeelte van de EuroVelo EV12 Noordzeefietsroute en is vanaf de grens met Nederland bij Emden tot aan de grens met Denemarken bij Husum bewegwijzerd als D1. Bij de Nederlandse grens sluit de route aan op de Nederlandse variant LF Kustroute. Bij de Deense grens sluit de route aan op de Deense variant Nationale fietsroute 1 - Westkustroute.
In totaal is de D1 931 km lang.

### D2 - Oostzeeroute
De D2 - Oostzeeroute (Duits: Ostseeküsten-Radweg) is het Duitse gedeelte van de EuroVelo EV10 Oostzeeroute en is vanaf de grens met Denemarken bij Flensburg tot aan de grens met Polen bij Ahlbeck bewegwijzerd als D2. Bij de Deense grens sluit de route aan op de Deense variant Nationale fietsroute 8 - Baltische Route.
In totaal is de D2 1055 km lang.

### D3 - Europafietsroute R1
De D3 - Europafietsroute R1 (Duits: Europaradweg R1) is het Duitse gedeelte van de EuroVelo EV2 Hoofdstedenroute en is vanaf de grens met Nederland bij Vreden tot aan de grens met Polen bij Buckow (Märkische Schweiz) bewegwijzerd als D3. Bij de Nederlandse grens sluit de route aan op de Nederlandse variant LF4 Midden-Nederlandroute.
In totaal is de D3 961 km lang.

### D4 - Middenlandroute
De D4 - Middenlandroute (Duits: Mittelland-Route) loopt door het midden van het land van west naar oost. De route verbindt Aachen in de buurt van de grens met Nederland met Zittau aan de grens met Polen. De route verbindt de volgende regionale routes tot één landelijke route:
- Waterkastelenroute tussen Aachen en Bad Godesberg (ook onderdeel van de EuroVelo EV3 Pelgrimsroute)
- D8 - Rijnfietsroute tussen Bad Godesberg en Bonn (ook onderdeel van de EuroVelo EV3 Pelgrimsroute, EuroVelo EV4 Midden-Europaroute en EuroVelo EV15 Rijnroute)
- Siegradweg tussen Bonn en Großenbach
- Lahnradweg tussen Großenbach en Bad Laasphe
- Hessischer Radfernweg R2 tussen Bad Laasphe en Alsfeld
- Hessischer Radfernweg R7 tussen Niederaula en Vacha
- Werratal-Radweg tussen Vacha en Hörschel

Van Hörschel tot het eindpunt maakt de route geen gebruik van regionale routes, net als tussen Alsfeld en Niederaula.
In totaal is de D4 1074 km lang.

### D5 - Saar-Moezel-Main
De D5 - Saar-Moezel-Main (Duits: Saar-Mosel-Main) verbindt Saarbrücken aan de grens met Frankrijk met Hohenberg an der Eger aan de grens met Tsjechië. In Frankrijk kan worden aangesloten op de Franse variant van de Saar-Radweg. In Tsjechië op de Tsjechische variant van de Burgenstraße. De route verbindt de volgende regionale routes tot één landelijke route:
- Saar-Radweg tussen Saarbrücken en Konz
- Moselradweg tussen Konz en Koblenz
- D8 - Rijnfietsroute tussen Koblenz en Mainz (ook onderdeel van de EuroVelo EV4 Midden-Europaroute en de EuroVelo EV15 Rijnroute)
- Mainradweg tussen Mainz en Kulmbach (ook onderdeel van de EuroVelo EV4 Midden-Europaroute)
- Burgenstraße tussen Kulmbach en Hohenberg an der Eger (ook onderdeel van de EuroVelo EV4 Midden-Europaroute)

In totaal is de D5 988 km lang.

### D6 - Donaufietsroute
De D6 - Donaufietsroute (Duits: Donauradweg) is het Duitse gedeelte van de EuroVelo EV6 Atlantische kust naar de Zwarte Zee. De route is vanaf Weil am Rhein tot aan de grens met Oostenrijk bij Passau bewegwijzerd als D6. Het eerste deel van de route voert langs de Rijn parallel met de voornoemde EV6 en de EuroVelo EV15 Rijnroute (tot Stein am Rhein). De route gaat ook kort door de Zwitserse stad Bazel. Bij de Oostenrijkse grens sluit de route aan op de Oostenrijkse variant van de Donauradweg. De route verbindt de volgende regionale routes tot één landelijke route:
- D8 - Rijnfietsroute tussen Weil am Rhein en Stein am Rhein
- Bodensee-Radweg tussen Stein am Rhein en Radolfzell am Bodensee
- Schwäbische-Alp-Route tussen Radolfzell en Sigmaringen
- Donauradweg tussen Sigmaringen en Passau

In totaal is de D6 750 km lang.

### D7 - Pelgrimsroute
De D7 - Pelgrimsroute (Duits: Pilgerroute) is het Duitse gedeelte van de EuroVelo EV3 Pelgrimsroute en is vanaf de grens met Denemarken bij Flensburg tot de grens met Nederland nabij Aachen bewegwijzerd als D7. De route verbindt de volgende regionale routes tot één landelijke route:
- Hærvejen tussen Flensburg en Hamburg
- Radfernweg Hamburg-Bremen tussen Hamburg en Bremen.
- Brückenradweg tussen Bremen en Osnabrück.
- Friedensroute tussen Osnabrück en Münster.
- 100 Schlösser Route.
- Römer-Lippe-route.
- D8 - Rijnfietsroute tussen Wesel en Bonn.
- Waterkastelenroute tussen Bonn en Aachen.

In totaal is de D7 1065 km lang.

### D8 - Rijnfietsroute
De D8 - Rijnfietsroute (Duits: Rheinradweg) is het Duitse gedeelte van de EuroVelo EV15 Rijnroute tussen Konstanz en de grens met Nederland bij Emmerich. Het deel vanaf de grens met Oostenrijk bij Bregenz tot aan Konstanz vormt ook onderdeel van deze route (parallel aan de Bodensee-Radweg). De route is bewegwijzerd als D8. 
In totaal is de D8 1069 km lang.

### D9 - Wezer-Romantische Straat
De D9 - Wezer-Romantische Straat (Duits: Weser-Romantische Straße) verbindt het noorden van Duitsland met het zuiden. De route start aan de Noordzee bij Cuxhaven en eindigt aan de grens met Oostenrijk in Füssen. In Füssen kan worden aangesloten op de Via Claudia Augusta. In Cuxhaven op de landelijke routes D1 en D10 en de EuroVelo EV12 Noordzeefietsroute. De route verbindt de volgende regionale routes tot één landelijke route:
- Weserradweg tussen Cuxhaven en Hannoversch Münden
- Fulda-Radweg tussen Hannoversch Münden en Mosbach
- Hessischer Radfernweg R2 tussen Mosbach en Jossa
- Sinntalradweg tussen Jossa en Gemünden am Main
- Mainradweg tussen Gemünden en Würzburg
- Romantische Straße tussen Würzburg en Füssen

In totaal is de D9 1237 km lang.

### D10 - Elbefietsroute
De D10 - Elbefietsroute (Duits: Elberadweg) is het Duitse gedeelte van de Elberadweg. De route is vanaf de grens met Tsjechië bij Bad Schandau tot aan de monding van de Elbe in de Noordzee bij Cuxhaven bewegwijzerd als D10. Bij de Tsjechische grens sluit de route aan op de Tsjechische variant van de Elberadweg. 
In totaal is de D10 797 km lang.

### D11 - Oostzee-Oberbayern
De D11 Oostzee-Oberbayern (Duits: Ostsee-Oberbayern) verbint de Oostzee met Beieren. De route gaat van Rostock naar Freilassing bij de grens met Oostenrijk (nabij Salzburg) en is bewegwijzerd als D11. De route verbindt de volgende regionale routes tot één landelijke route:
- Radfernweg Berlijn-Kopenhagen van Rostock tot Berlijn
- D3 - Europaradweg R1 van Berlijn tot Bernburg
- Saaleradweg van Bernburg tot Zell
- Burgenstraße van Zell tot Kulmbach
- Mainradweg van Kulmbach tot Hallstadt
- Main-Donau-Kanal-Radweg van Hallstadt tot Hilpoltstein
- Altmühltal-Radweg van Beilngries tot Kelheim
- Isar-Radweg van Landshut tot München.
- Bodensee-Königssee-Radweg van Grassau tot Teisendorf.

In totaal is de D11 1654 km lang.

### D12 - Oder-Neisse-fietsroute
De D12 - Oder-Neisse-fietsroute (Duits: Oder-Neiße-Radweg) start in Zittau (waar ook de D4 eindigt) en eindigt in Ahlbeck (waar ook de D2 eindigt). De route volgt de rivieren Neisse en Oder. Vanuit Zittau kan ook worden doorgefietst naar het Tsjechische Liberec waar de bron van de Neisse ligt. De route volgt de grens tussen Duitsland en Polen. 
In totaal is de D12 585 km lang.